# Милан Јованић (писац)
Милан Јованић (Земун, 27. јул 1977) српски је писац. Члан је Удружења књижевника Србије и Друштва књижевника Београда.

## Биографија
Рођен је у Земуну. Основну и средњу школу завршио је у Шапцу. Живи у Београду. Две године је провео на Малти. По занимању је дипломирани правник, а претходно је студирао историју уметности. Као средњошколац написао је две књиге поезије: Лутања (1996) и Мама, вашег сина нешто дивно боли (1998).
У периоду од 2005. до 2018. године објавио је више стотина текстова у штампаним медијима и радио као стални сарадник српских издања магазина Cosmopolitan и Playboy. Прозни радови су му објављивани у књижевним часописима Градина и Победник. У свом првом роману Туђи сан (2020) пише о усамљенику који у емиграцији покушава да побегне од самог себе. Главна тема Јованићеве прозе су савремени индивидуалци који су неснађени у свом окружењу, док проговарају током свести о сукобима са околином. У другом роману Извод из књиге венчаних (2021) пише о мушкарцу измученом родитељством и браком. Трећи Јованићев роман, Дан у марту (2025), доноси причу о младој балерини која преиспитује своју сексуалност и однос са родитељима.
Његова дела су запажена у књижевној критици и више пута подржана откупом књига од стране Министарства културе Републике Србије, чиме је стваралаштво Милана Јованића препознато као значајан допринос савременој српској књижевности. 
Милан Јованић се појављује као јунак романсиране биографије о ренесансном уметнику Микеланђелу Буонаротију (Микеланђело, авантуре тела и духа) српског писца Ивана Глишића. Спомиње се у монографији објављеној поводом 50 година постојања Економске школе "Стана Милановић" у Шапцу. У младости је активно играо фудбал, у нижим категоријама ФК Мачва из Шапца, у првом тиму ФК АИК из Шапца, у првом тиму ФК Слога из Богосавца.
Навијач је београдског Партизана. Ожењен је и отац троје деце.

## Критика
„... Скоро да у савременој српској књижевности не можемо видети неки идеолошки предзнак, док у романима Милана Јованића нема повлађивања идеологији или писања зарад политичке коректности. Чак и када спомиње ратове деведесетих он никада не манипулише том чињеницом, што није тако често у српској књижевности... “, Слађана Илић, књижевна критичарка.
„... Иако аутор иза себе има тек два романа, Дан у марту одаје далеко искуснијег, зрелог писца који беспекорно води радњу, уме фино да изнијансира како главне тако и споредне ликове, не бежећи од овако деликатне теме већ непрестано бивајући у њеном средишту. Читљиво, храбро, добро написано... “, Звонко Карановић, књижевник.
„... Упркос асоцијативном низaњу успомена и нехронолошком приповедању, Јованићева приповедачка вештина, пре свега у погледу детаља и врло доброг познавања људског понашања, чини роман Дан у марту не само потресном већ и узбудљивом књигом... ”, Никола Живановић, песник и књижевни критичар.

## Дела

#### Романи
- Туђи сан (2020), ISBN 978-86-89159-07-3 [17][18][19]
- Извод из књиге венчаних (2021), ISBN 978-86-89159-20-2 [20][21][22]
- Дан у марту (2025), ISBN 978-86-89159-48-6 [23][24][25]

#### Поезија
- Лутања (1996), COBISS 49156108 [26]
- Мама, вашег сина нешто дивно боли (1998), COBISS 71528204 [27]